# Zonsverduistering van 30 april 2060

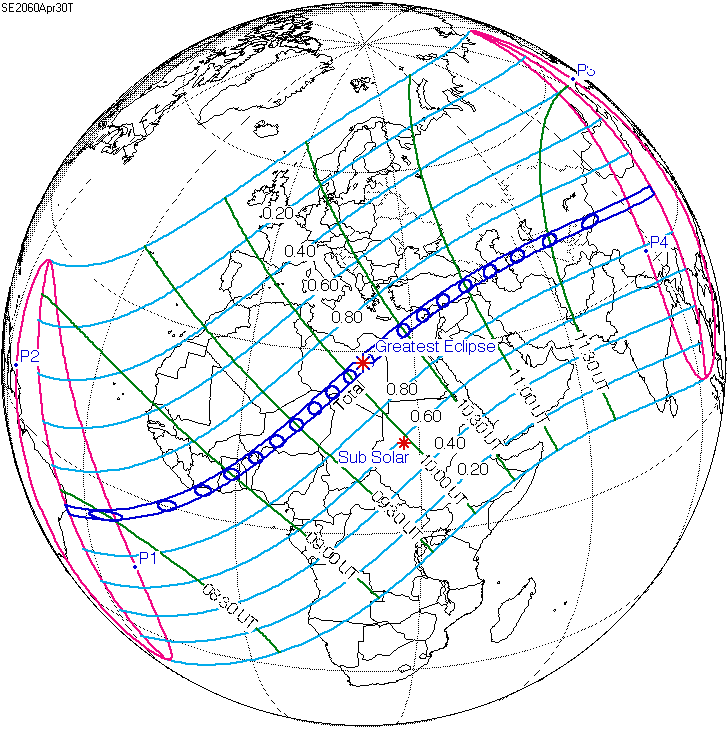
De totale zonsverduistering vindt plaats tussen de blauwe lijnen.

De totale zonsverduistering van 30 april 2060 trekt veel over land en is achtereenvolgens te zien in deze 24 landen:
| Zuid-Amerika | (1)  | Brazilië |
| Afrika       | (10) | Ivoorkust, Ghana, Togo, Benin, Burkina Faso, Niger, Nigeria, Libië, Tsjaad en Egypte                                    |
| Europa       | (1)  | Cyprus |
| Azië         | (12) | Turkije, Syrië, Armenië, Iran, Azerbeidzjan, Georgië, Rusland, Kazachstan, Turkmenistan, Oezbekistan, Kirgizië en China |

## Lengte

### Maximum
Het punt met maximale totaliteit ligt in Libië, vlak bij de steden Jalu en Awjilah, en duurt 5m15,1s.

### Limieten
| Fenomeen                    | Code | Tijdstip UTC |
| --------------------------- | ---- | ------------ |
| Eerste contact bijschaduw   | P1   | 07:31:39.4   |
| Eerste contact kernschaduw  | U1   | 08:26:30.0   |
| Kernschaduw compleet vanaf  | U2   | 08:29:10.1   |
| Bijschaduw compleet vanaf   | P2   | 09:26:52.3   |
| Maximum eclips              | GE   | 10:08:01.7   |
| Bijschaduw compleet t/m     | P3   | 10:48:55.7   |
| Kernschaduw compleet t/m    | U3   | 11:46:47.3   |
| Laatste contact kernschaduw | U4   | 11:49:25.7   |
| Laatste contact bijschaduw  | P4   | 12:44:21.4   |